# Max Eberle
Max Eberle (* 27. November 1972 in Las Vegas, Nevada) ist ein US-amerikanischer Poolbillardspieler.

## Karriere
Im Januar 1999 erreichte Max Eberle beim Derby City Classic den elften Platz im 9-Ball. Einen Monat später wurde er Neunter bei der ESPN Ultimate Challenge. 2000 gewann er zwei Turniere der Planet-Pool-Tour und kam bei den US Open auf den 49. Platz. Nachdem er 2001 ein weiteres Turnier der Planet-Pool-Tour gewonnen hatte und 2002 bei der 8-Ball Professional Players Championship Dritter geworden war, erreichte Eberle beim Derby City Classic 2003 das Finale im 9-Ball, verlor dieses jedoch gegen Shannon Daulton. 2003 erreichte er zudem das Sechzehntelfinale der 9-Ball-Weltmeisterschaft, das er gegen den Taiwaner Hsia Hui-kai verlor, sowie den 13. Platz bei den US Open und den vierten Platz beim World Summit of Pool. Bei den US Open 2005 kam er auf den 17. Platz.
Im Juni 2006 gelang Eberle mit dem Einzug ins Halbfinale der 14/1-endlos-WM sein bislang bestes Ergebnis bei einer Weltmeisterschaft, 2007 hingegen schied er bereits in der zweiten Runde aus. 2008 schied Eberle in der Vorrunde der 10-Ball-WM aus und kam bei den Japan Open auf den 17. Platz. Im Mai 2010 nahm Eberle erstmals am World Pool Masters teil und kam auf den 49. Platz. Bei den 14/1-endlos-Weltmeisterschaften 2011 und 2012 gelangte Eberle ins Achtelfinale, bei der 8-Ball-WM 2012 unterlag er in der Runde der letzten 32 dem Venezolaner Jalal Yousef. Im Januar 2013 gewann Eberle den 14/1-endlos-Wettbewerb des Derby City Classic. Bei der 14/1-endlos-WM desselben Jahres unterlag er im Achtelfinale dem späteren Weltmeister Thorsten Hohmann mit 167:200. Bei der 14/1-endlos-WM 2014 schaffte er nach Siegen gegen die Deutschen Ralph Eckert und André Lackner den Einzug ins Halbfinale, in dem er gegen Shane van Boening ausschied.